# Kolem Flander 2017
101. ročník jednodenního cyklistického závodu Kolem Flander se konal 2. dubna 2017 v Belgii. Závod dlouhý 260,8 km vyhrál Belgičan Philippe Gilbert z týmu Quick-Step Floors díky útoku na stoupání Oude Kwaremont 55 km před cílem. Na druhém a třetím místě se umístili Belgičan Greg Van Avermaet (BMC Racing Team) a Nizozemec Niki Terpstra (Quick-Step Floors).

## Týmy
Závodu se zúčastnilo celkem 25 týmů. Všech 18 UCI WorldTeamů bylo pozváno automaticky a muselo se zúčastnit závodu. Společně se sedmi UCI Professional Continental týmy tak utvořili startovní peloton složený z 25 týmů. Každý tým přijel s osmi jezdci. Ráno před startem odstoupil ze závodu Jens Keukeleire (Orica–Scott), celkem se tedy na start postavilo 199 jezdců. Do cíle v Oudenaarde dojelo 123 jezdců.

### UCI WorldTeamy
- AG2R La Mondiale
- Astana
- Bahrain–Merida
- BMC Racing Team
- Bora–Hansgrohe
- Cannondale–Drapac
- FDJ
- LottoNL–Jumbo
- Lotto–Soudal
- Movistar Team
- Orica–Scott
- Quick-Step Floors
- Team Dimension Data
- Team Katusha–Alpecin
- Team Sky
- Team Sunweb
- Trek–Segafredo
- UAE Team Emirates

### UCI Professional Continental týmy
- Cofidis
- Direct Énergie
- Roompot–Nederlandse Loterij
- Sport Vlaanderen–Baloise
- Vérandas Willems–Crelan
- Wanty–Groupe Gobert
- Wilier Triestina–Selle Italia

## Výsledky
| Pořadí | Jezdec                   | Tým                           | Čas        |
| ------ | ------------------------ | ----------------------------- | ---------- |
| 1      | Philippe Gilbert (BEL)   | Quick-Step Floors             | 6h 23' 45" |
| 2      | Greg Van Avermaet (BEL)  | BMC Racing Team               | + 29"      |
| 3      | Niki Terpstra (NED)      | Quick-Step Floors             | + 29"      |
| 4      | Dylan van Baarle (NED)   | Cannondale–Drapac             | + 29"      |
| 5      | Alexander Kristoff (NOR) | Team Katusha–Alpecin          | + 53"      |
| 6      | Sacha Modolo (ITA)       | UAE Team Emirates             | + 53"      |
| 7      | John Degenkolb (GER)     | Trek–Segafredo                | + 53"      |
| 8      | Filippo Pozzato (ITA)    | Wilier Triestina–Selle Italia | + 53"      |
| 9      | Sylvain Chavanel (FRA)   | Direct Énergie                | + 53"      |
| 10     | Sonny Colbrelli (ITA)    | Bahrain–Merida                | + 53"      |